# Палкино (Костромской район)
Палкино — деревня в Костромском районе Костромской области. Входит в состав Бакшеевского сельского поселения.

## География
Находится в юго-западной части Костромской области на расстоянии приблизительно 9 км на запад-юго-запад по прямой от старой железнодорожной станции Кострома в правобережной части района.

## История
Упоминалась уже в 1677 году как владение, пожалованное царем Фёдором Алексеевичем С. Я. Вельяминову. В 1872 году здесь было учтено 20 дворов, в 1907 году здесь отмечен был 41 двор.

## Население
Постоянное население составляло 135 человек (1872 год), 201 (1897), 200 (1907), 15 в 2002 году (русские 100 %), 22 в 2022.